# Hábito semitrepador o apoyante
Hemitrepador, Semitrepador, apoyante, arbusto trepador, arbusto semitrepador, arbusto apoyante, arbusto rampante, planta apoyante, planta leñosa apoyante redirigen aquí. Quizás esté buscando: planta escandente. Quizás esté buscando liana.
Artículo introductorio: Introducción a los órganos de las plantas.

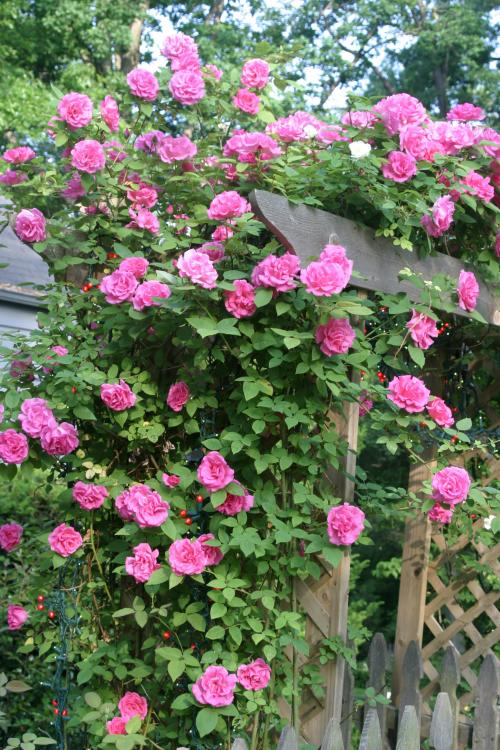
Rosa, una planta leñosa semitrepadora o apoyante.

En botánica, el hábito de planta leñosa semitrepadora (por hemi-) o apoyante, es el de las plantas que nacen en el sotobosque y parasitan mecánicamente los árboles que las rodean solo después de haber llegado al dosel, sus ramas inician su vida de forma erguida y leñosa y a medida que se elongan ganan peso hasta que finalmente se apoyan en las ramas que las rodean, entre las que quedan entrelazadas con ayuda de sus hojas, inflorescencias, ramificaciones o aguijones. Poseen este hábito los arbustos llamados "arbustos trepadores" como algunas variedades de rosas expansivas (no compactas) llamadas "rosales trepadores", que entrelazan sus ramas y se fijan en el dosel con ayuda de sus aguijones. Otros ejemplos son las "palmeras trepadoras" de tallo delgado, como las llamadas ratán, que entrelazan sus hojas e inflorescencias en las copas de los árboles. 
Algunas especies pueden ser denominadas "semiapoyantes".

## Ejemplos
Poseen variedades apoyantes:
- Las rosas (género Rosa)

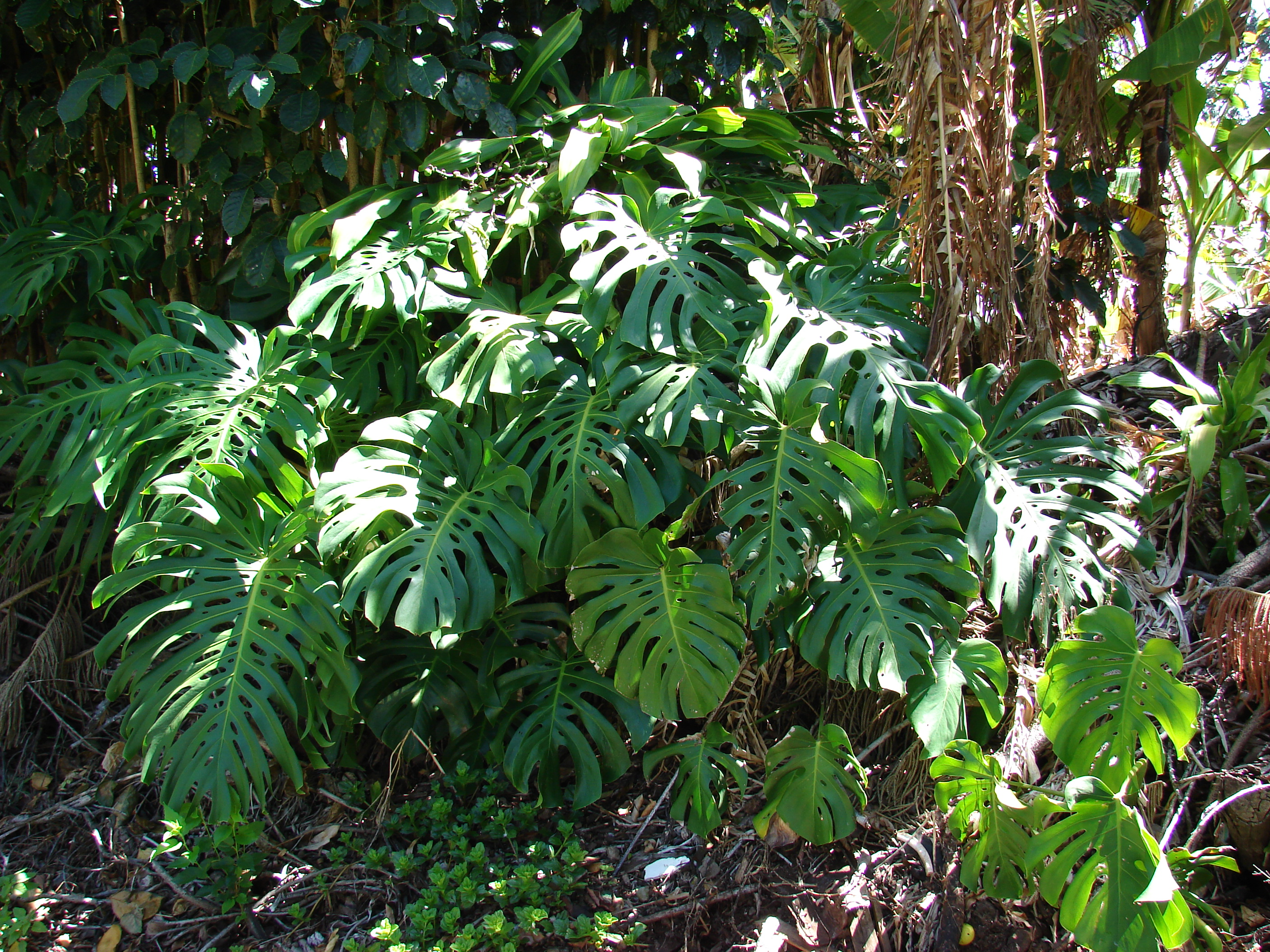
Monstera quizás deba clasificarse como apoyante.

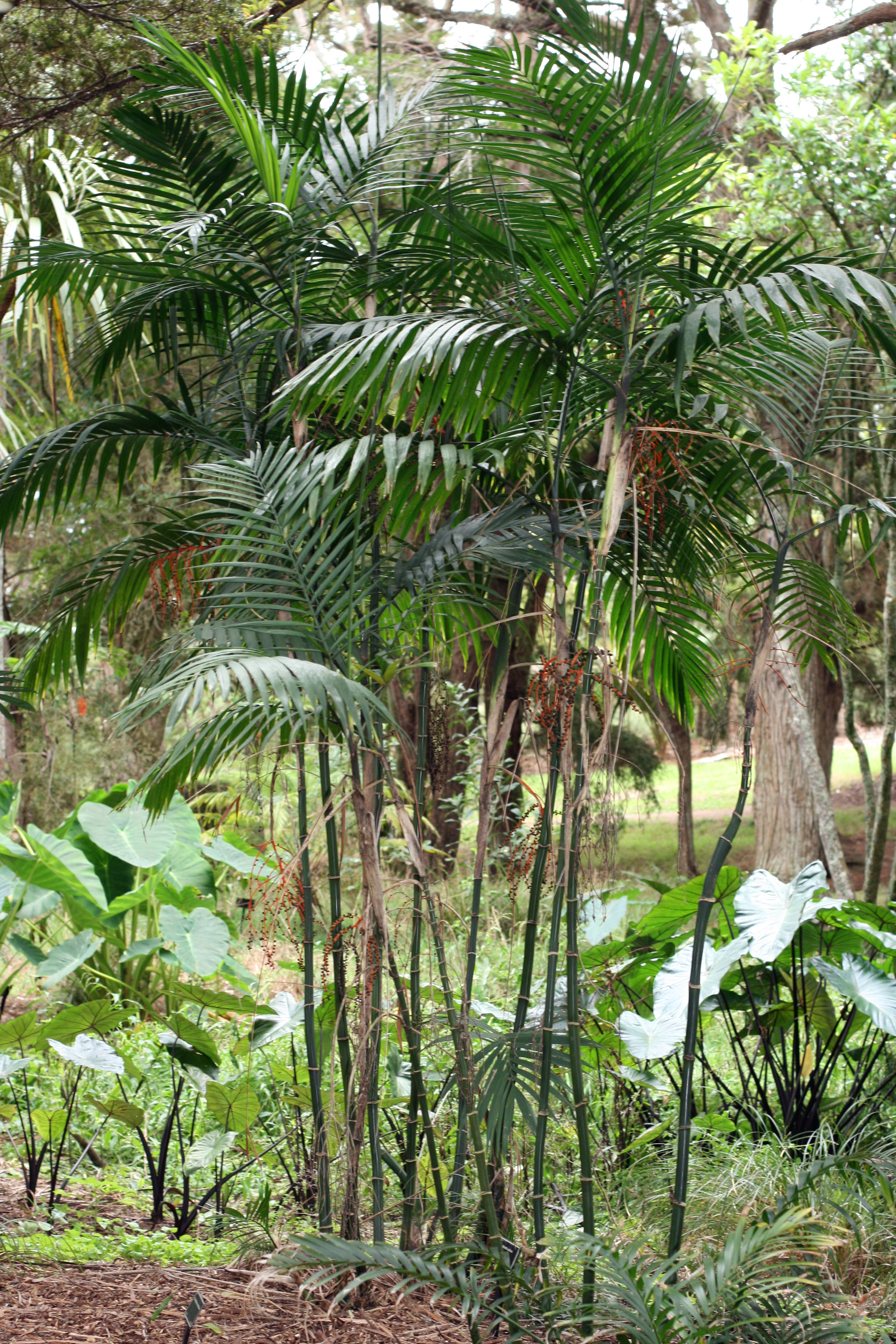
Una "palmera trepadora", ?Chamaedorea costaricana. Las palmeras no tienen crecimiento secundario, por lo que el diámetro de la planta joven es el que mantendrá toda su vida. Sí "endurecen" (lignifican, vuelven leñosa) la parte externa de su tallo después del crecimiento primario.

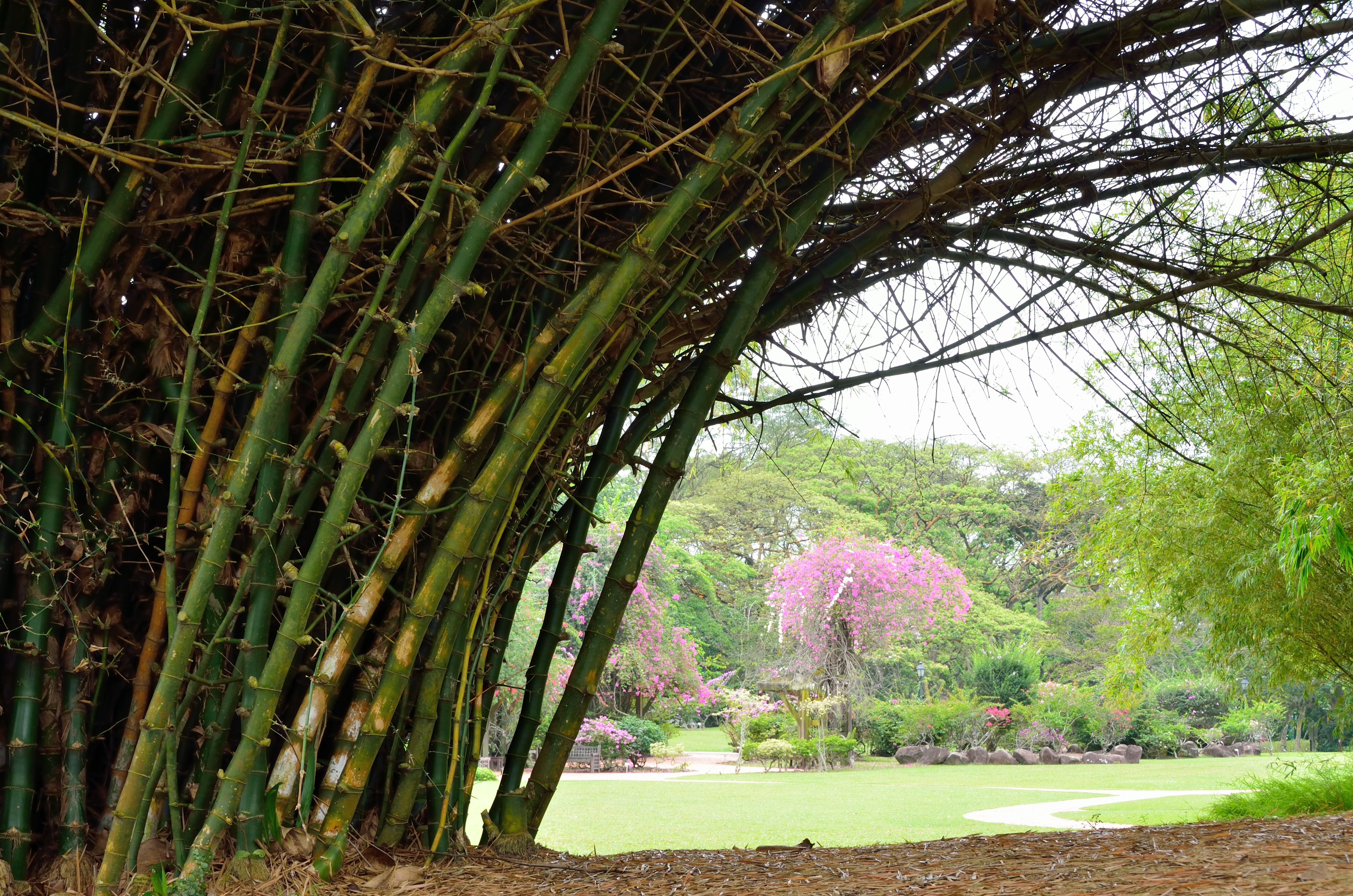
?Bambusa bambos (Indian thorny bamboo, "Bambú de espinas largas de la India"), una especie apoyante, criada en un bambusetum.

- Las "palmeras trepadoras" (familia Arecaceae):[5], como el ratán.
- Monstera quizás deba clasificarse como apoyante, como todas las aráceas se fija por raíces adventicias que penetran en los recovecos del hospedador y se cementan a él, no tiene crecimiento secundario pero este género vuelve su tallo semileñoso al finalizar el crecimiento primario.

- Los "bambúes trepadores" (Bambusoideae: Poaceae).

- Griselinia y otras Cornaceae (Marticorena et al. 2010).

- Philesia magellanica[4] (coicopihue, copihue chilote, copihuelo o coicopiu)

- Akebia quinata[4]

- Mitraria coccinea,[4]

- Beloperone guttata[4]